# Onychorhynchus occidentalis
Caça-moscas-real-do-pacífico ou maria-leque-do-pacífico (Onychorhynchus occidentalis) é uma espécie de ave da família Tyrannidae.
Pode ser encontrada nos seguintes países: Equador e Peru.
Os seus habitats naturais são: florestas secas tropicais ou subtropicais e florestas subtropicais ou tropicais húmidas de baixa altitude.
Está ameaçada por perda de habitat.